# Sakura Doi
Sakura Doi (jap. 土井 さくら Doi Sakura) ur. 28 marca 1995) – japońska siatkarka, grająca na pozycji atakującej. Obecnie występuje w drużynie Hitachi Rivale.

## Sukcesy klubowe
Mistrzostwo Japonii:
- 2017

Puchar Kurowashiki:
- 2017

## Sukcesy reprezentacyjne
Mistrzostwa Świata Juniorek:
- 2013[1][2]